# Flores, Amores e Blablablá
Flores, Amores e Blablablá é o segundo álbum da cantora Marjorie Estiano, de 2007. Foi o primeiro álbum a ser lançando originalmente em download pela Uol MegaStore.
A divulgação do álbum ficou prejudicada pela atuação dela na novela Duas Caras, na qual interpretava a protagonista. A participação na trama ocupava muito do seu tempo e prejudicava o lançamento de singles, clipes e shows pelo país. Sua ex-gravadora Universal, então, resolveu encerrar a divulgação do cd, que atingiu a marca de 50 mil cópias.

## História
O segundo disco da cantora e atriz, é essencialmente pop rock e segue o mesmo estilo do primeiro. Flores, Amores e Blábláblá origina-se de um trecho tirado da letra da canção "Tatuagem". Foi nele que a artista encontrou a dica ideal para resumir seu segundo álbum. Um título simples, leve com uma letra bem abusada, falando do amor estampado na pele. Alexandre Castilho e André Aquino assinam com Ricardo Icarahy a balançada "Boogie Woogie", pérola para o rádio que vem com uma letra desencanada. "Doce Novembro" e "Espirais" exibe o lado romântico e ao mesmo tempo moderno de Marjorie, além da regravação da música "Oh! Darling".

## Faixas
| N.º | Título                           | Compositor(es)                                                  | Duração |  |
| 1.  | "Tatuagem"                       | André Aquino, Rita Lee, Lancaster                               | 3:23    |  |
| 2.  | "Ponto de Partida"               | Victor Pozas, Alexandre Castilho, André Aquino, Alexandre Lemos | 4:12    |  |
| 3.  | "Espirais"                       | Alexandre Castilho, Alexandre Lemos                             | 3:29    |  |
| 4.  | "Meu Tempo"                      | Alexandre Castilho, André Aquino                                | 4:05    |  |
| 5.  | "Jeito Zen"                      | Victor Pozas, Alexandre Castilho / André Aquino                 | 3:47    |  |
| 6.  | "Oh! Darling"                    | John Lennon, Paul McCartney                                     | 3:04    |  |
| 7.  | "Branquela"                      | Alexandre Castilho, André Aquino                                | 3:26    |  |
| 8.  | "Flores"                         | Victor Pozas, Alexandre Castilho, André Aquino                  | 2:50    |  |
| 9.  | "Essencial"                      | Alexandre Castilho, André Aquino                                | 3:26    |  |
| 10. | "Outras Intenções"               | Alexandre Castilho, André Aquino                                | 3:19    |  |
| 11. | "Alucinados" (Part. René Ferrer) | René Ferrer, André Aquino                                       | 3:41    |  |
| 12. | "Doce Novembro"                  | Alexandre Castilho, André Aquino                                | 2:43    |  |
| 13. | "Desencanto"                     | Marjorie Estiano, Alexandre Castilho / André Aquino             | 3:03    |  |
| 14. | "Boogie Woogie"                  | Alexandre Castilho, André Aquino, Renato Icarahy                | 3:22    |  |

## Vendas
| Lista | Certificação | Vendas |
| ----- | ------------ | ------ |
| ABPD  | —            | 50,000 |